# Apeadero Alemán Muerto
Alemán Muerto es una estación ferroviaria ubicada en el departamento de Los Andes, provincia de Salta, Argentina.
Se halla a 4334 m s. n. m., siendo la estación ferroviaria del país a mayor altura sobre el nivel del mar

## Servicios
Se encuentra actualmente sin operaciones de pasajeros.
Sus vías corresponden al Ramal C14 del Ferrocarril General Belgrano por donde transitan formaciones de carga de la empresa estatal Trenes Argentinos Cargas.

## Toponimia
Son varias las versiones que justifican el porque del nombre: Una teoría argumenta que el nombre se debe a que fue encontrada muerta por congelamiento, una persona de origen alemán que presumiblemente se dirigía desde Chile para trabajar una mina de plata. Otra teoría dice que el minero alemán procedía de la zona del Volcán Llullaillaco con el fruto de su trabajo (plata y oro) y que fue asesinado con fines de robo, quedando posteriormente congelado.